# 藤沢宿
藤沢宿（ふじさわしゅく、ふじさわじゅく）は、東海道五十三次の6番目の宿場である。

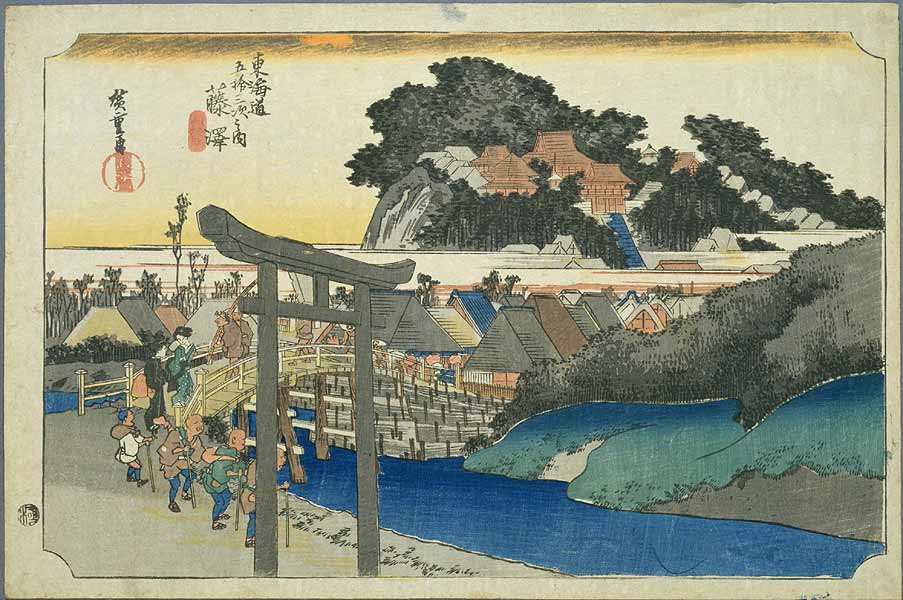
藤沢宿（歌川広重『東海道五十三次』より）

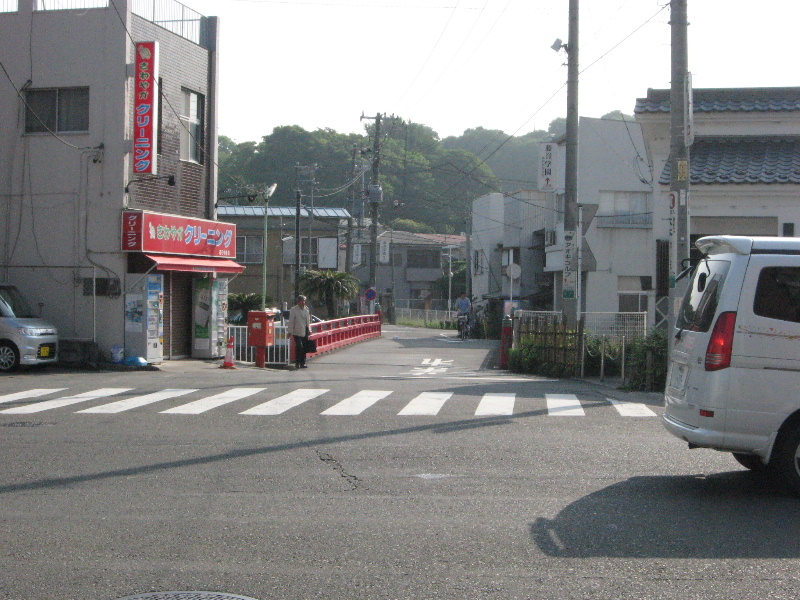
清浄光寺門前の遊行寺橋（大鋸橋）

神奈川県藤沢市にあった。

## 概要
慶長6年（1601年）に東海道の宿場となった。後に戸塚宿、川崎宿が追加され東海道6番目の宿場となる。東海道五十三次整備以前から清浄光寺（遊行寺）の門前町として栄え、後北条時代は小田原城と支城の江戸城の桜田門、八王子城、玉縄城をつなぐ小田原街道の分岐点だった。
清浄光寺の東側に江戸側の見附（江戸方見附）があり、現在の小田急江ノ島線藤沢本町駅を越えた西側あたりに京都側の見附（上方見附）があった。この範囲が藤沢宿である。
境川に架かる大鋸（だいぎり）橋（現遊行寺橋）を境に、江戸側（東岸）の大鋸町（後に西村が分立）は相模国鎌倉郡、京都側（西岸）の大久保町、坂戸町は同国高座郡に属した。
右上の浮世絵の背景に見られるように清浄光寺（通称：遊行寺）が近くにあり、手前の大鋸橋の京都側南東には江島神社の一の鳥居があり、ここから絵の手前右手へ江の島道が約1里（約4km）の距離で江の島に通じていた。また八王子道（現・国道467号）のわきには源義経が祀られている白旗神社がある。幕末には70軒以上の旅籠があった。

## 本陣
延享2年（1745年）までは堀内本陣、その後は蒔田本陣があった。

## 藤沢御殿
藤沢御殿は徳川将軍家の宿泊施設であり、旧藤沢公民館と藤沢市民病院の間にあった。慶長元年頃東西106間、南北62間の広さの御殿が建てられた。表御門は南側、裏御門は東側にあった。徳川家康、秀忠、家光と30回近く利用されている。天和2年（1682年）まで設置。現在では御殿橋、陣屋小路、陣屋橋、鷹匠橋、御殿辺公園などの地名が残る。

## ふじさわ宿交流館

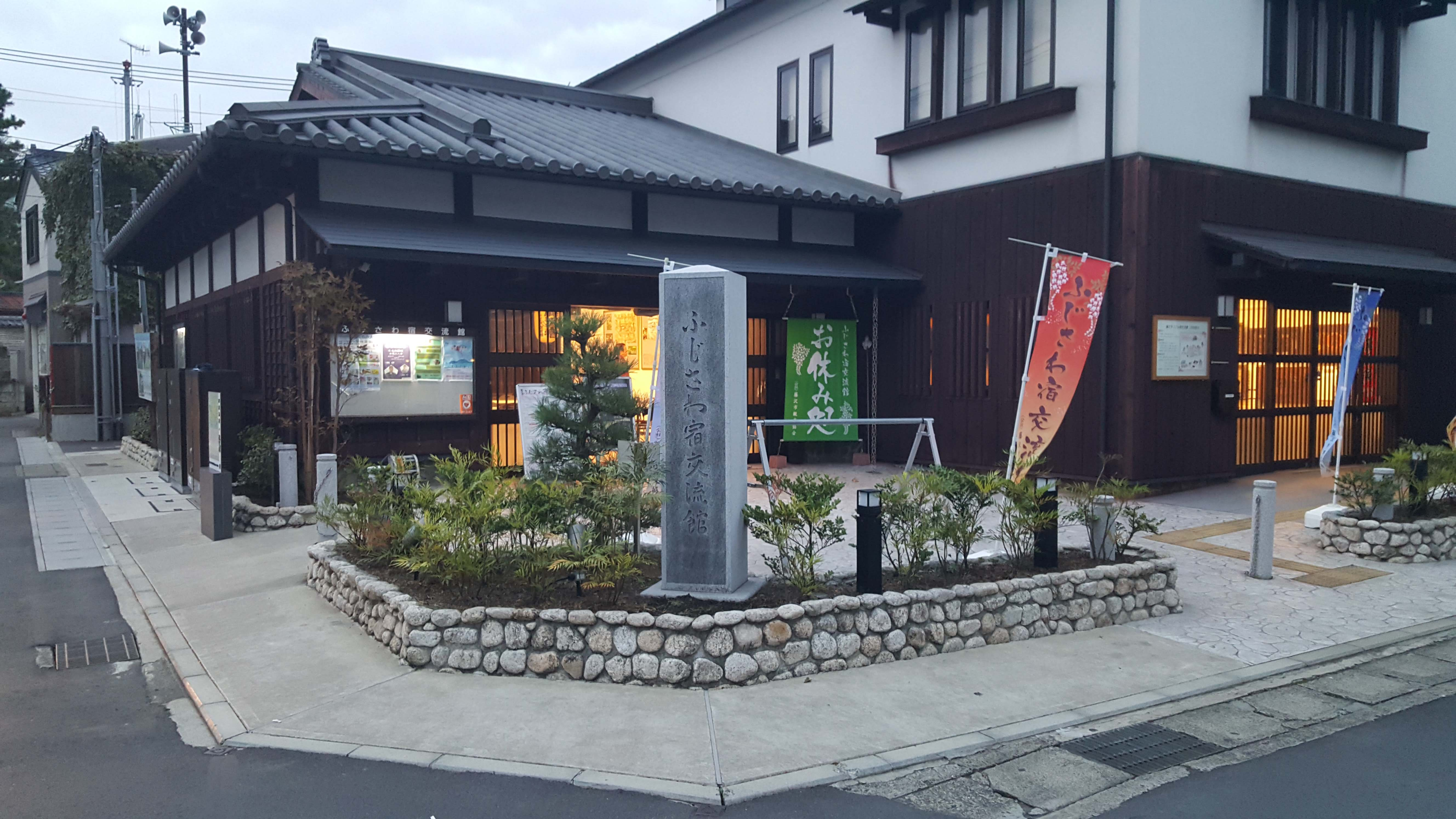
ふじさわ宿交流館

藤沢宿にある遊行寺橋のそばに藤沢市観光協会の「ふじさわ宿交流館」が2016年4月に開館して、藤沢宿の案内を行なっている。
館内には、当時の藤沢宿の街並みを再現した１００分の１スケールのジオラマや３次元ＣＧ

が展示されている。

## 名所・旧跡・観光スポット・祭事・その他
- 永勝寺 - 旅籠で働いていた飯盛女を供養した墓が残されている。
- 感応院

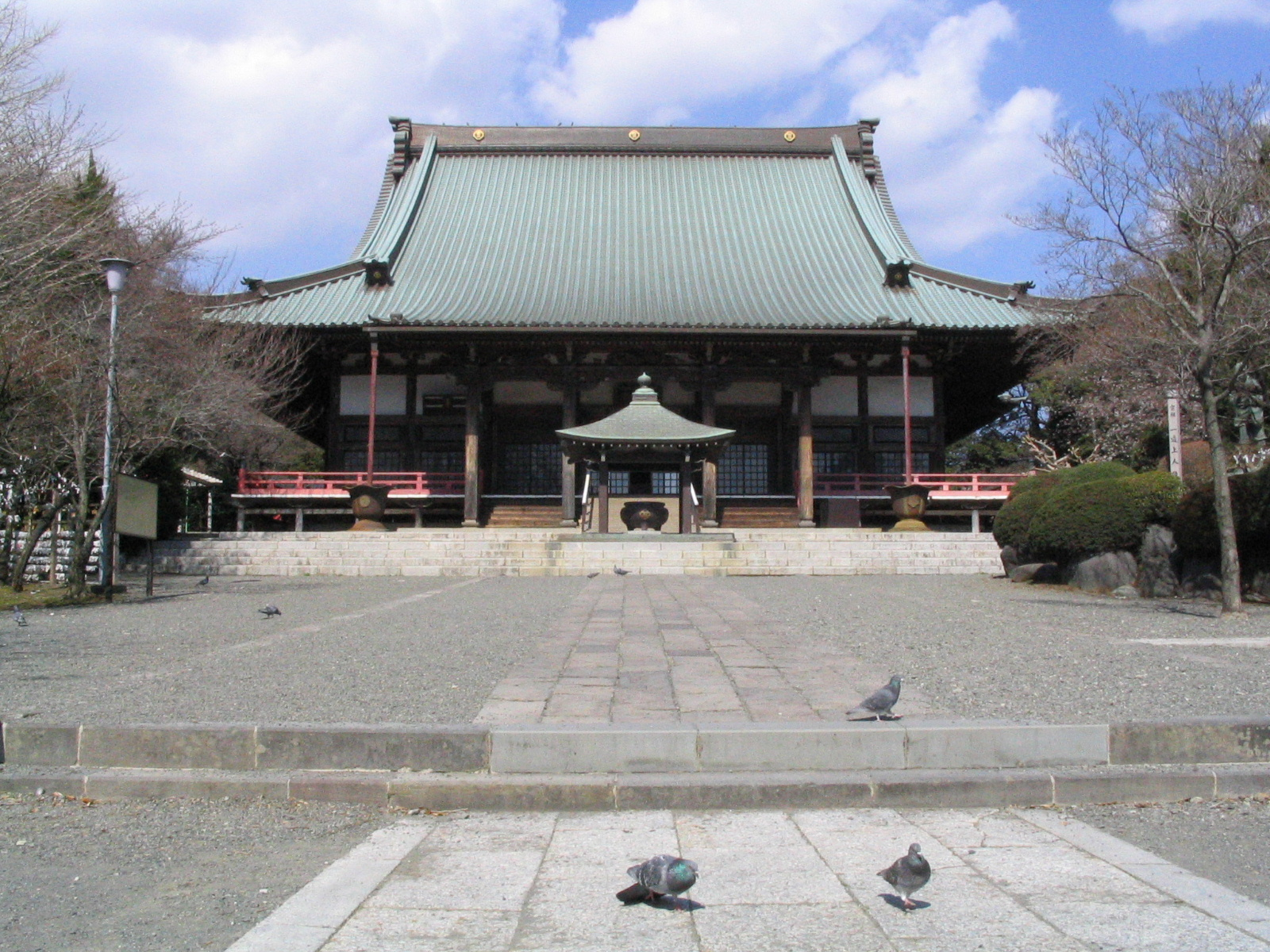
常光寺
- 荘厳寺
- 清浄光寺（通称:遊行寺） - 時宗総本山
- 真源寺
- 真浄院
- 真徳寺
- 真源寺
- 妙善寺
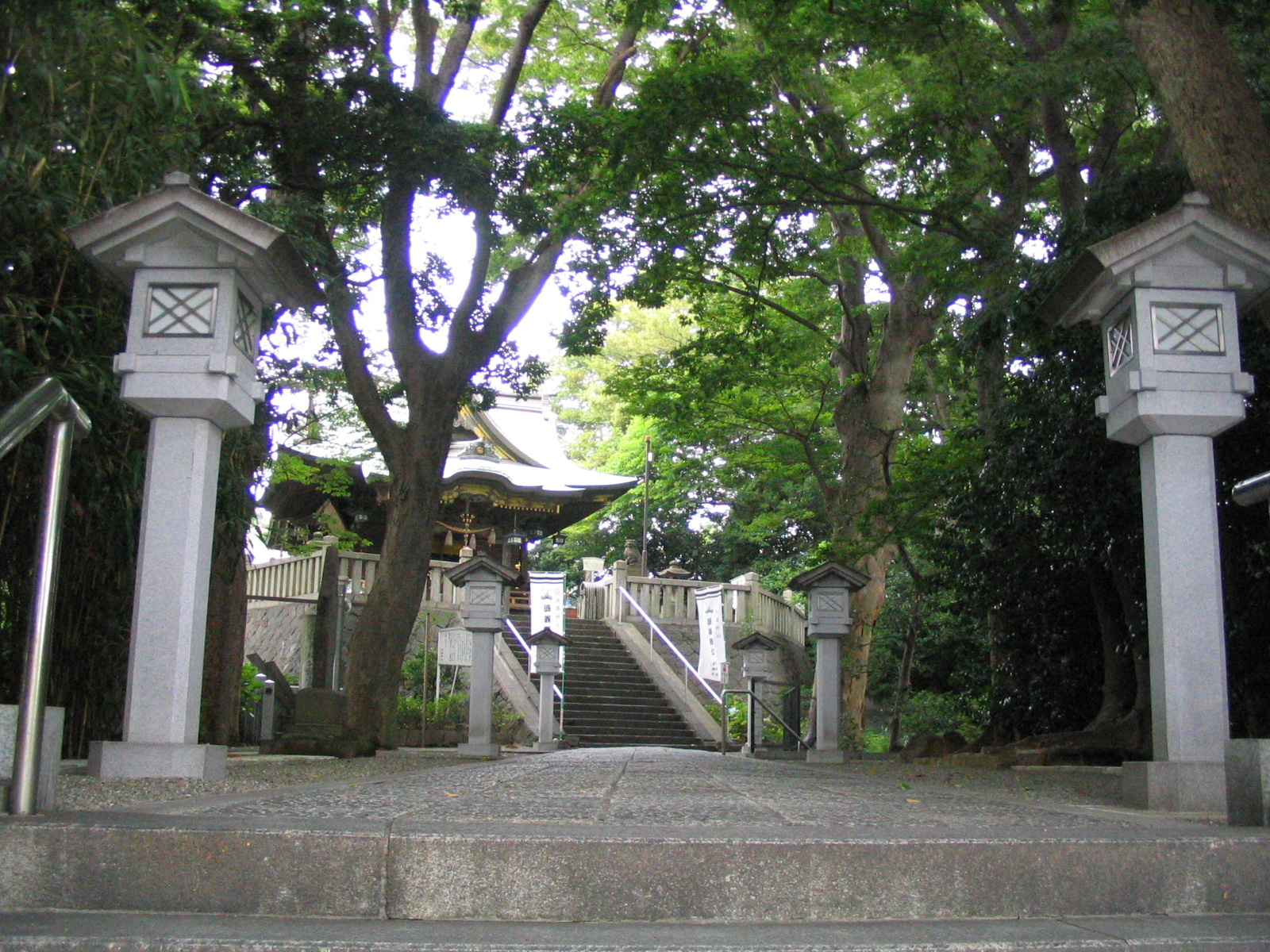
山王神社
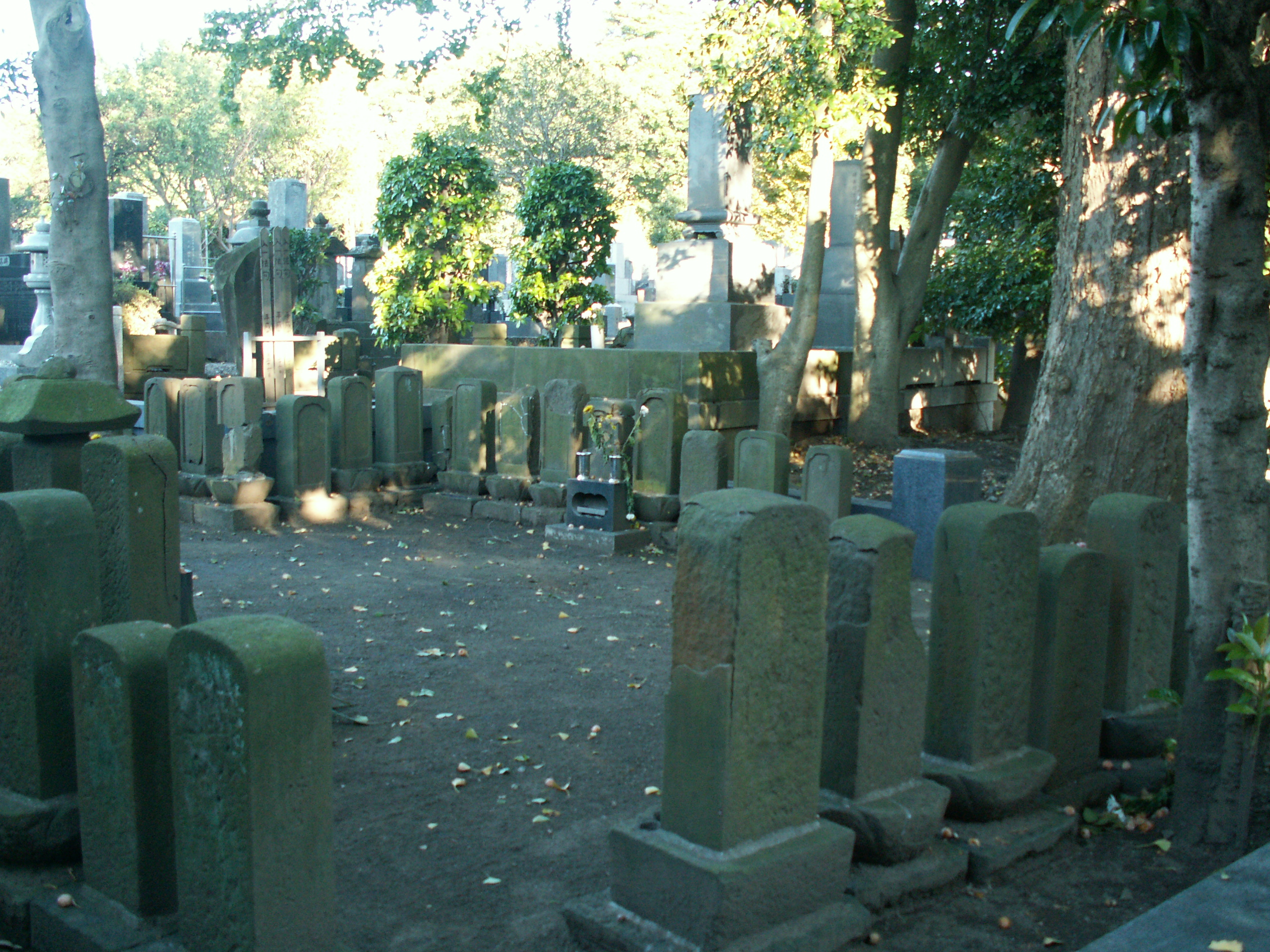
永勝寺の飯盛女の墓

- 白旗神社 - 源義経が祀られている。
- 諏訪神社
- 船玉神社
- 伊勢山
- 金砂山観音堂
- 庚申堂
- 藤沢御殿
- 北向地蔵
- 日限地蔵
- 小栗判官、照手姫の墓
- 伝・源義経首洗井戸

- 清浄光寺
- 白旗神社
- 永勝寺の飯盛女の墓

## 名物
サザエ、アワビ、ひしこなます（しらす干し）、弁慶餅。

## 代官
以下は藤沢宿支配の歴代代官の一覧であるが、藤沢宿には代官所は存在しなかった。
- 慶長元年（1596年）- 彦坂小刑部元正
- 慶長6年（1601年）- 深津八九郎孝勝
- 慶長8年（1603年）- 米倉助右衛門永時
- 慶長12年（1607年）- 依田肥前守信重
- 元和3年（1617年）- 服部惣左衛門
- 慶安2年（1649年）- 成瀬五左衛門重治
- 天和3年（1683年）- 国領半兵衛重次
- 貞享4年（1687年）- 西山八兵衛昌親
- 元禄4年（1691年）- 古郡文右衛門正府
- 元禄10年（1697年）- 竹村惣左衛門嘉躬
- 元禄13年（1700年）- 平岡三郎右衛門尚宣
- 元禄14年（1701年）- 小長谷勘左衛門（市右衛門）正綱
- 宝永7年（1710年）- 小林又左衛門正府
- 正徳4年（1714年）- 河原清兵衛正真
- 享保6年（1721年）- 江川太郎左衛門英勝（韮山代官所代官）
- 享保6年（1721年）- 松平金左衛門
- 享保9年（1724年）- 日野小左衛門正晴（韮山代官所代官）
- 享保17年（1732年）- 齋藤喜六郎直房
- 寛延2年（1749年）- 戸田忠兵衛正方
- 寛延2年（1749年）- 辻六郎左衛門富安
- 宝暦元年（1751年）- 岩出伊左衛門信之
- 明和2年（1765年）- 伊奈半左衛門忠宥
- 明和5年（1768年）- 池田喜八郎季庸
- 明和6年（1769年）- 久保田十左衛門政邦（後の勘定奉行）
- 明和7年（1770年）- 江川太郎左衛門英征（韮山代官所代官）
- 明和7年（1770年）- 野田文蔵
- 寛政4年4月（1791年）- 小笠原仁右衛門
- 寛政4年6月（1791年）- 大貫次右衛門鎌次郎
- 文政6年11月（1823年）- 中村八太夫（天領代官による当分預かり）
- 天保2年6月20日（1831年）- 江川太郎左衛門英毅（韮山代官所代官）
- 天保5年（1834年）- 江川太郎左衛門英龍（韮山代官所代官）
- 安政2年（1855年）- 江川太郎左衛門英敏（韮山代官所代官）
- 文久2年（1862年）- 江川太郎左衛門英武（韮山代官所代官。後の韮山県令。）

## 最寄り駅
小田急江ノ島線 藤沢本町駅

## 隣の宿場
戸塚宿 - 藤沢宿 - 平塚宿